# ساريتا تشودري
ساريتا كاثرين لويز تشودري (من مواليد 18 أغسطس 1966) هي ممثلة إنجليزية، اشتهرت بدورها في فيلم ميسيسيبي ماسالا (1992) من إخراج ميرا ناير. لعبت أيضًا دور إيجيريا في مباريات الجوع: الطائر المقلد - الجزء الثاني وشاركت في البطولة مع توم هانكس في فيلم مجسم من أجل الملك.

## حياتها المبكرة
ولدت تشودري في بلاكهيث، لندن، إنجلترا، وهي نصف هندية بنغالية ونصف بريطانية إنجليزية. أمها جوليا باتريشيا من أصل إنجليزي، وأباها برابهاس شاندرا تشودري، عالم من أصل هندي بنغالي، تزوجا عام 1964 في لوسيا، جامايكا. درست الاقتصاد والسينما في جامعة كوينز في كينغستون، أونتاريو، كندا. لديها أخ واحد أصغر، كومار مايكل تشودري، وشقيقها الأكبر، شاندرا بول تشودري.  

## مسيرتها المهنية
لعبت تشودري دور البطولة أمام دنزل واشنطن في فيلم ميسيسيبي ماسالا عام 1990، حيث حصلت على بطاقة نقابة ممثلي الشاشة.  كانت لا تزال تعمل نادلة في إيست فيليدج في مانهاتن لتغطية نفقاتها أثناء عرض الفيلم في دور العرض.  بعد أن لاقي الفيلم نجاحًا كبيرًا، لعبت تشودري دور مغنية باكستانية غربية في فيلم الغرب المتوحش (1992)، ولعبت أيضاً دور خادمة تشيلية تعرضت للاغتصاب في فيلم بيت الأرواح، وأم مثلية في فيلم قتل طازج .
لعبت دور ميرا في المسلسل التلفزيوني أرض الوطن. ظهرت في أفلام مباريات الجوع: الطائر المقلد - الجزء الأول (2014) و مباريات الجوع: الطائر المقلد - الجزء الثاني (2015)، بصفتها مساعد الرئيس إيجيريا. في عام 2015 لعبت دور نائبة المدير السياسي للبيت الأبيض صوفيا فارما في مسلسل الدراما والجريمة الأمريكي نقطة عمياء .